# Бридар де ла Гард, Филипп
Фили́пп Брида́р де ла Гард (фр. Philippe Bridard de La Garde, 1710(?)-1767) — французский писатель, аббат.
Устраивал для Людовика XV особые торжества в его апартаментах. Редактор отдела зрелищ в газете «Меркюр де Франс». Смерть маркизы Помпадур повергла его в меланхолию, которую он не смог преодолеть.

## Сочинения
- Письма Терезы (1739) — сатирический роман
- Annales amusantes (1742) и
- Les amours grivois (1744) — галантные сочинения, полные непристойностей
- La Rose et les fêtes de l'hymen (1753, совместно с Ш. С. Фаваром) — комическая опера